# Zágoni Albu Zoltán
Zágoni Albu Zoltán (Marosludas, 1934. július 19. – Bukarest, 2002. május 5.) erdélyi magyar református lelkész, egyházi író.

## Életútja
Középiskolai tanulmányait a nagyenyedi Bethlen Gábor Kollégiumban és Brassóban végezte. 1956-ban a kolozsvári Református Teológián szerzett lelkészi képesítést; a hittudományok doktora címet 1999-ben nyerte el Bukarestben. Segédlelkész Marosvásárhelyen (1956–59), lelkipásztor Radnóton (1959–74), a bukaresti Calvineum református egyházközség vezető lelkésze (1974–2002). Ösztöndíjasként posztgraduális képzésen vett részt a münsteri egyetemen az ökumenizmus tárgykörében. Az Erdélyi Egyházkerület püspöki ökumenikus előadótanácsosa, egyházkerületi képviselő, egyházmegyei tanácsos. Az UNESCO égisze alatt működő Bukaresti Nemzetközi Ökumenikus Központ által létrehozott Világvallások és Művelődéstörténet Nemzetközi Akadémiája előadótanára (1993–2002).

## Munkássága
Szakdolgozatai, tanulmányai tárgyát az egyház- és vallástörténet, a keresztyénség első évszázadai és az ökumenizmus tárgyköréből választotta:
- Az Egyház szolgálatában;
- Hitbeli párbeszéd és keresztyén szeretet;
- Unitas in diversitas;
- Az Istennek kedves dialógus;
- Az ökumenikus mozgalmat megelőző protestáns–ortodox együttműködés Bukarestben;
- A három monoteista világvallás – zsidó, keresztyén, iszlám – közötti kölcsönhatások;
- A qumrán tekercsek nyomában;
- Az orosz ortodox keresztyénség ezer éve;
- Az óhitű lipován gregoriánus egyház;
- Válaszd az életet.

Ezeket a Református Szemle, A Hét, Ortodoxia, Armonia közölte. Cikkei, beszámolói jelentek meg egyházi rendezvényekről, nemzetközi találkozókról, a bukaresti egyházközség életéről, a vallásos ünnepek jelentőségéről a Romániai Magyar Szó, Orient Express, Valóság, Változó Valóság hasábjain. A bukaresti református egyház történetéből c. dolgozatát A bukaresti Petőfi Művelődési Társaság 1994–1997. évi Értesítője (Bukarest, 1999), az Adalékok Radnót rég- és közelmúltjához címűt pedig A Maros megyei magyarság történetéből első kötete (Marosvásárhely, 2000) tartalmazza.

## Kötete
- Ecumenism – retrospecţiuni şi mărturii (Buk. 2002); magyar nyelven kéziratban.

## Társasági tagság
Kezdeményezésére 1991 őszén újraalakult a bukaresti Koós Ferenc Kör, amelyet haláláig irányított. Alapító tagja és egyik alelnöke volt az ugyancsak Bukarestben 1990-ben létrehozott Petőfi Művelődési Társaságnak.